# ماتيو لومباردو
ماتيو لومباردو (بالإيطالية: Matteo Lombardo)‏ (6 مارس 1985 في إيطاليا - ) هو لاعب كرة قدم إيطالي في مركز الوسط. لعب مع إنتر ميلان ونادي بيستويسي ونادي لنيانو وUSO Calcio ‏ وSS Villacidrese Calcio ‏ وPortogruaro Calcio ASD ‏.